# Hot Milk (groupe)
Pour les articles homonymes, voir Hot Milk.
Hot Milk est un groupe britannique de punk rock, originaire de Manchester, en Angleterre. Formé en 2018 par les chanteurs et guitaristes Hannah « Han » Mee et Jim Shaw, le groupe est connu pour son style musical brouillant les genres et pour ses paroles qui abordent souvent des questions sociales et politiques,.
Signé sur le label indépendant britannique Music for Nations depuis 2021, ils comptent trois EP et un premier album studio, A Call to the Void, sorti le 25 août 2023. Ils ont tourné avec des groupes tels que Foo Fighters et You Me at Six, se sont produits au Download Festival et à Lollapalooza, et ont été diffusés à la radio par BBC Radio 1 et Kerrang! Radio, En outre, ils ont été remarqués par Alternative Press comme faisant partie d'une nouvelle vague d'artistes de la scène musicale de Manchester.

## Histoire

### Origines etAre You Feeling Alive?(2018-2019)
Hot Milk est formé à Manchester, en Angleterre, en 2018. Les fondateurs du groupe, Hannah « Han » Mee et Jim Shaw, se sont rencontrés via Tinder et se sont fréquentés pendant quatre ans, restant finalement des amis proches et colocataires,. Ils étaient également impliqués dans la scène musicale locale de Manchester ; Mee et Shaw avaient tous deux fait partie de divers groupes depuis l'âge de 16 ans, et au moment de la fondation de Hot Milk, Mee travaillait en tant que promoteur de tournées et Shaw en tant que directeur de l'éclairage,,. Une nuit de janvier 2018, alors qu'ils pleuraient un ami décédé, ils ont écrit leur première chanson ensemble, Take Your Jacket, en 25 minutes à la guitare acoustique, ivres d'une bouteille de vin,,,,. Après avoir écrit plusieurs autres chansons, Mee et Shaw envoient anonymement les démos à des contacts dans l'industrie et, après avoir reçu des commentaires positifs, et recrutent le bassiste Tom Paton et le batteur Harry Deller, qu'ils connaissaient de la scène locale,,. Le groupe est formé dans l'appartement où Noel Gallagher d'Oasis avait écrit (What's the Story) Morning Glory.... Mee déclare que le nom Hot Milk était « un peu court et accrocheur, un peu un oxymore. Le nom ne veut rien dire : j'ai juste pensé qu'il sonnait bien et qu'il n'existait pas de Hot Milk. Et c'est ainsi qu'on l'a appelé parce que les noms des groupes ne veulent plus rien dire quand ils occupent juste l'espace ».
Le premier single de Hot Milk, Awful Ever After, sort en janvier 2019, et Take Your Jacket en mars. Les deux singles ont été diffusés sur BBC Radio 1 dans des émissions telles que Daniel P. Carter's Rock Show, Phil Taggart's Hype Chart, et Annie Mac's Future Sounds, ainsi que sur Kerrang ! Radio,. En février, le groupe fait ses débuts sur scène en ouvrant pour You Me at Six lors de leur tournée européenne, en commençant par un concert au Kavka Zappa à Anvers, en Belgique. Au cours de l'année, bien qu'ayant sorti très peu de chansons, le groupe ouvre pour Deaf Havana, Papa Roach, Enter Shikari, et Foo Fighters et apparaît dans des festivals tels que Reading and Leeds, le Download Festival, Live at Leeds, The Great Escape, et le Slam Dunk Festival,,,. Au cours de ces tournées, le groupe reçoit une attention positive de la part du leader de You Me at Six, Josh Franceschi, et du guitariste des Foo Fighters, Pat Smear,.
Hot Milk publie son premier EP, Are You Feeling Alive, le 3 mai 2019. Il est enregistré avec le producteur Phil Gornell (Bring Me the Horizon, All Time Low) et mixé par Dan Lancaster, ; les voix sont partiellement enregistrées dans un hôtel de Birmingham en raison de problèmes d'horaire. L'EP est publié avec des critiques mitigées et positives,,,,, dont l'une considère Hot Milk comme « l'un des groupes les plus énergiques à émerger sur la scène pop punk ces derniers temps ». Des clips ont été tournés pour Awful Ever After et Take Your Jacket,, ainsi que pour Wide Awake et la chanson titre de l'EP,. Hot Milk tourne également avec le groupe de rock australien The Faim en décembre,.

### Signature avec Music For Nations (2019-2021)
Fin 2019, Hot Milk sort le single Candy Coated Lies,, qui est ensuite remixé par Mark Hoppus de Blink-182 et Mitchy Collins de Lovelytheband, suivi tout au long de l'année 2020 par des singles dont June Gloom, Glass Spiders et California's Burning. Une partie des recettes d'une édition limitée en vinyle de California's Burning est reversée à Black Lives Matter et Stop Hate UK. La tournée étant suspendue en raison de la pandémie de Covid-19, Hot Milk se produit au festival virtuel Five4Five, aux côtés de Deaf Havana, Don Broco, As It Is, Enter Shikari, Fatherson, The Dangerous Summer et Tigress ; l'événement permet de récolter des fonds pour NHS Charities Together,. Le groupe commence également à écrire et à enregistrer un deuxième EP chez lui pendant le confinement ; Jim Shaw s'occupe de la production, tandis que Zakk Cervini mixe le disque et coécrit la chanson-titre,,.
La première moitié de 2021 voit Hot Milk revenir à Reading and Leeds (partageant une date avec Queens of the Stone Age, Yungblud, Neck Deep, Girl in Red, Ivorian Doll, 100 Gecs, et Sofi Tukker) et Download Festival (partageant une date avec Frank Carter and the Rattlesnakes, Neck Deep, Boston Manor, Sleep Token, Holding Absence, et Malevolence). En juin, Hot Milk signe avec le label britannique Music for Nations, qui sortira le deuxième EP du groupe, I Just Wanna Know What Happens When I'm Dead, en septembre. Simultanément à cette annonce, le titre sort en single, suivi de I Think I Hate Myself en juillet,, et de Split Personality en septembre. L'EP sort le 10 septembre 2021 sur Music For Nations. Kerrang! classe l'album parmi les « 10 meilleurs EP de 2021 », écrivant que le groupe « continue de livrer avec une facilité effervescente ». Le groupe participe également au showcase The K ! Pit de Kerrang!, se produisant au bar Blondies à Londres, et ont entamé une tournée au Royaume-Uni.

### The King and Queen of Gasoline(2021–2022)
Hot Milk assure la première partie de la tournée de Pale Waves au Royaume-Uni et en Irlande au début de l'année 2022. En mars, le groupe annonce un troisième EP pour Music for Nations, intitulé The King and Queen of Gasoline, et sort le premier single Bad Influence,. Mee et Shaw ont écrit l'EP en un mois, en partie dans une chambre d'hôtel de Los Angeles, en utilisant la guitare de Dave Grohl et la guitare basse de Mark Hoppus, Shaw produisant à nouveau et John Feldmann coécrivant la chanson titre,,.
En mai, le groupe entame sa première tournée américaine en tête d'affiche, se produit au BottleRock Napa Valley et sort un deuxième single, Teenage Runaways, qu'il interprétera sur Jimmy Kimmel Live! plus tard dans l'année,. Ils retournent au Slam Dunk Festival en juin, en tête d'affiche d'Alexisonfire et de Rancid et aux côtés de The Used, The Wonder Years, Motion City Soundtrack et Meet Me at the Altar,,,. En juillet, ils sortent le single I Fell In Love With Someone I Shouldn't Have et jouent plusieurs fois en tête d'affiche aux États-Unis, rejoignent le Sad Summer Festival aux côtés de Waterparks, Neck Deep, Mayday Parade, State Champs, Hot Mulligan, The Summer Set, et LØLØ, et se produisent au Chicago Made Showcase de Lollapalooza,,,.

### A Call to the Void(depuis 2023)
En février 2023, Hot Milk est la tête d'affiche d'une paire de concerts intitulée England's Screaming au KOKO de Londres et à l'O2 Ritz de Manchester, où ils sont accompagnés par As December Falls, Jools et Clarence,. Le mois suivant, le groupe annonce que son premier album, A Call to the Void, avait été produit avec Shaw à Manchester, Los Angeles et Stockholm et sortirait le 25 août 2023 via Music For Nations, publiant simultanément le premier single de l'album, Horror Show,,. Le single atteint ensuite atteint la quatrième place du Kerrang ! Le groupe est annoncé pour se produire en mai au premier Adjacent Festival, avec Blink-182 et Paramore en tête d'affiche, et pour revenir au Download Festival en juin avec Bring Me the Horizon, Architects, Evanescence, Within Temptation, Neck Deep, ainsi que des apparitions à Rock Werchter, Main Square Festival, TRNSMT, et Reading and Leeds tout au long de l'été,.

## Discographie

### Albums studio
- 2023 : A Call to the Void (Music for Nations)

### EP
- 2019 : Are You Feeling Alive?
- 2021 : I Just Wanna Know What Happens When I`m Dead
- 2022 : The King and Queen of Gasoline

### Clips
- 2019 : Awful Ever After
- 2019 : Take Your Jacket
- 2019 : Wide Awake
- 2019 : Are You Feeling Alive?
- 2019 : Candy Coated Lie$
- 2020 : California’s Burning
- 2020 : Glass Spiders
- 2021 : I Just Wanna Know What Happens When I’m Dead
- 2021 : I Think I Hate Myself
- 2021 : Split Personality
- 2021 : Woozy
- 2021 : The Good Life
- 2022 : Bad Influence
- 2022 : Teenage Runaways
- 2022 : I Fell in Love with Someone I Shouldn’t Have
- 2022 : The King and Queen of Gasoline
- 2023 : Horror Show
- 2023 : Party on My Deathbed
- 2023 : Bloodstream